# Фушуньская тюрьма для военных преступников
Фушуньская тюрьма для военных преступников (кит. трад. 撫順戰犯管理所, упр. 抚顺战犯管理所, пиньинь Fǔshùn Zhànfàn Guǎnlǐ Suǒ) — существовавшее в 1950—1970-х годах пенитенциарное заведение в районе Синьфу, что в Фушуне провинции Ляонин, в котором содержались лица, пленённые в Китае по окончании Второй мировой войны и Гражданской войны.
Помещения тюрьмы были построены в 1936 году японцами, которые в те годы оккупировали Маньчжурию. В 1945 году Маньчжурия была освобождена Советской армией, в результате чего СССР получил большое количество пленных из числа сдавшихся японских войск, а также военных и чиновников ликвидированного марионеточного государства Маньчжоу-го. Пленные были размещены на территории СССР в районе Хабаровска, а после образования КНР была подписана договорённость о передаче их Китаю.
Первый поезд с военными преступниками прибыл в Фушунь 21 июля 1950 года, на нём прибыло 969 японцев, а также 71 человек, служивших Маньчжоу-го. Было также доставлено некоторое количество японцев из Тайюаньской тюрьмы для военных преступников. В числе заключённых-японцев было 667 военных, 116 жандармов, 155 служащих специальной полиции и 44 человека из числа административного персонала. В результате гражданской войны в Китае среди заключённых в Фушуне также оказалось 354 бывших гоминьдановца.
В 1956 году начались процессы над заключёнными-японцами. В 1956—1964 годах все японцы были освобождены. В период с 1959 по 1975 годы заключённые из числа бывших гоминьдановцев и служащих Маньчжоу-го получили помилование и были освобождены в несколько этапов. Всего за время её работы через тюрьму прошло около 1300 человек.
С 1986 года Фушуньская тюрьма превращена в музей. Здесь снимались заключительные сцены фильма Бернардо Бертолуччи «Последний император».

## Известные заключённые
- Айсиньгёро Пуи, император Маньчжоу-го
- Айсиньгёро Пуцзе, младший брат Пуи
- Цзан Шии, председатель Сената Маньчжоу-го
- Чжан Цзинхуэй, премьер-министр Маньчжоу-го
- Си Ця, министр внутренних дел Маньчжоу-го